# Adensen
Adensen is een plaats in de Duitse gemeente Nordstemmen, deelstaat Nedersaksen, en telde eind juni 2021 889 inwoners.

## Ligging, infrastructuur, economie
Adensen ligt ten westen van de rivier de Leine. Ten oosten van het dorp, maar nog ten westen van de rivier, loopt, in noord-zuidrichting, de belangrijke verkeersweg Bundesstraße 3.
Het kasteel Marienburg (Schloss Marienburg) ligt op de heuvel Marienberg tussen Adensen en Nordstemmen in.
Het dorp bestaat vooral van de akkerbouw. De bodem van de gehele landstreek, de Calenberger Lößbörde, is met löss bedekt en zeer vruchtbaar. Verder is er enig midden- en kleinbedrijf van lokale betekenis gevestigd.

## Geschiedenis
Adensen heeft een rijke en lange geschiedenis. Enige belangrijke punten zijn:
- Vanaf de 11e eeuw regeerde hier uit naam van de landheer het adellijke geslacht Von Adenoys; de familienaam en de naam van het dorp zijn vermoedelijk een en dezelfde. Leden van deze familie lieten kort vóór het jaar 1000 de St.-Dionysiuskerk bouwen. Ook dit godshuis heeft een lange bouwgeschiedenis en is van historisch belang. Zie voor een zeer uitvoerige beschrijving van deze kerk op de Duitse Wikipedia: St.-Dionysius-Kirche (Adensen).
- In 1282 lieten de heren van Adenoys in het dorp, op de Haller, een zijriviertje van de Leine, een watermolen met de naam Rosenmühle bouwen. Deze bestaat tot op de huidige dag, hoewel zij niet meer maalvaardig is. De naam Rosenmühle hangt samen met het familiewapen van die van Von Adenoys, waarin rozen voorkomen. In het dorpswapen van Adensen is dit familiewapen verwerkt.
- Na 1322 ging het gezag over op het geslacht Von Hallermund.
- Adensen is een van de dorpen, die vroeger (van de middeleeuwen tot plm. 1800) een apart gerechtsplein, een thie, hadden.
- Het kasteel van de Heren van Hallermund werd in 1519 tijdens de Hildesheimse Stichtsoorlog verwoest en niet weer opgebouwd.
- Adensen is een van de eerste dorpen in Duitsland, waar[3] basisonderwijs in de volkstaal werd gegeven, en wel vanaf 1543. De dorpsonderwijzer en ofwel de koster, ofwel de organist van de kerk waren tot in 1893 een en dezelfde persoon.
- In november 1944, aan het eind van de Tweede Wereldoorlog, werd Adensen getroffen door een bom uit een geallieerde bommenwerper. Deze luchtaanval kostte aan acht dorpelingen het leven.

## Galerij

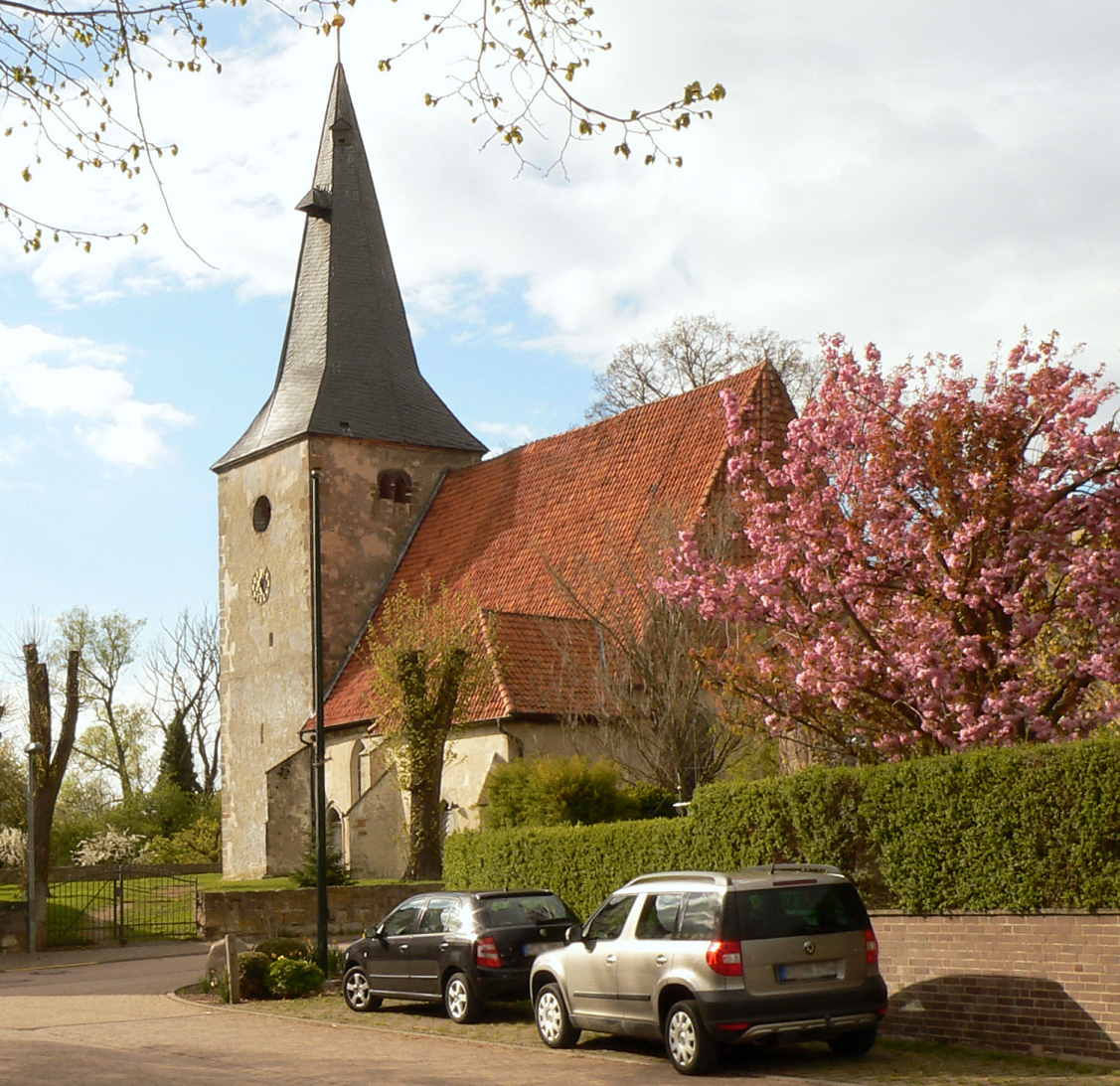
Adensen, St.-Dionysiuskerk
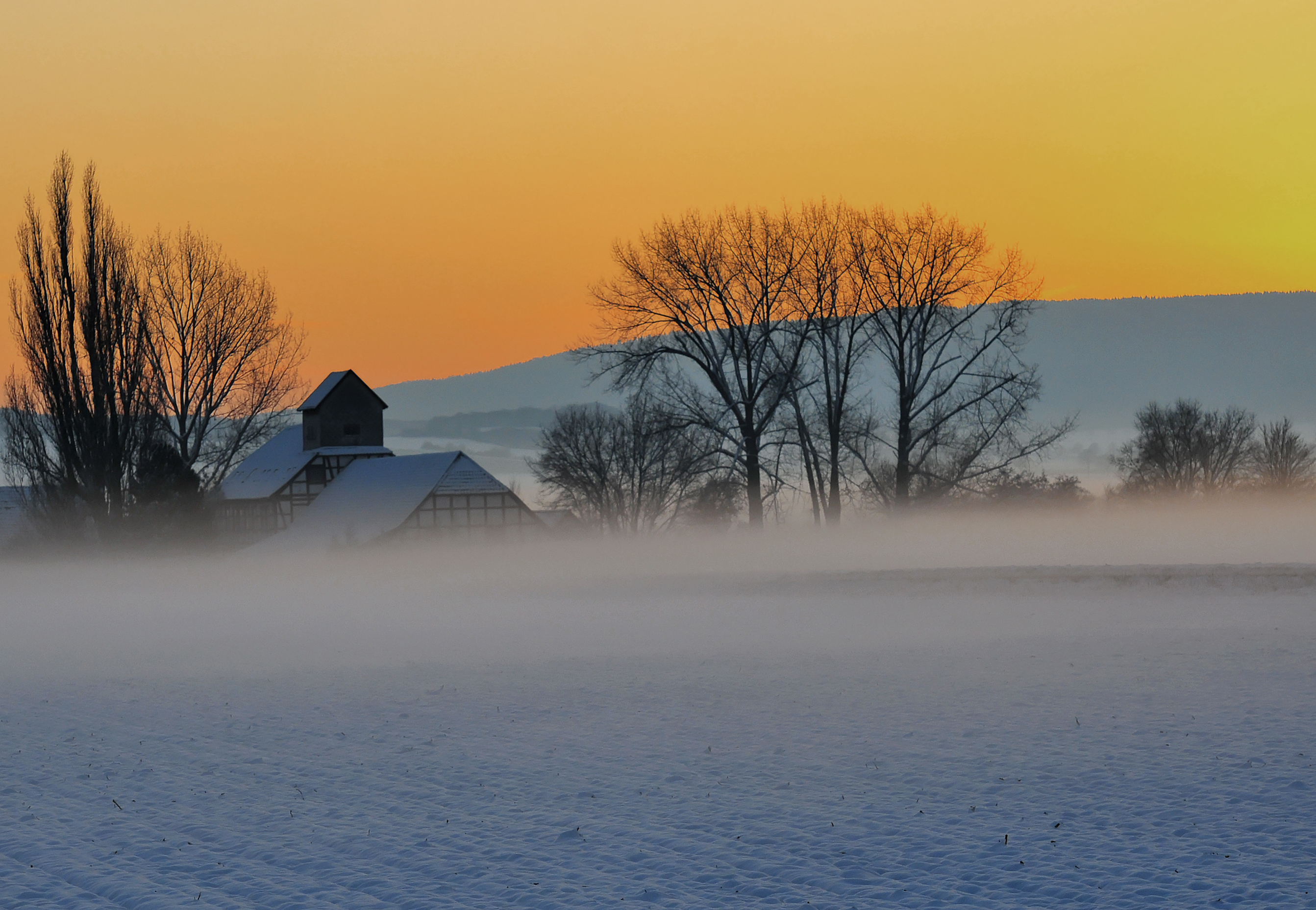
De Rosenmühle

## Geboren te Adensen
- Ernst Gottfried Heinrich Rudolph Wiegmann (Adensen, 17 april 1804 - Düsseldorf, 17 april 1865) kunstschilder en architect